# پینو (ربات)
پینو (به انگلیسی: PINO) یا (به انگلیسی: Open PINO Platform) نام یک ربات انسان نما است که هم از جهت نرم‌افزار و هم از جهت سخت افزار و طراحی مکانیکی ،تحت مجوز آزاد گنو ساخته و عرضه شده است.
سازندگان این ربات سعی در ساخت رباتی لینوکس مانند (از نظر مجوز و جلب مشارت مردمی در سطح گسترده) را داشتند.
نسخه تجاری این ربات را شرکت زد ام پی کشور ژاپن به بازار عرضه کرد.